# Vinculaspis cheloniformis
Vinculaspis cheloniformis  (лат.) — вид полужесткокрылых насекомых-кокцид рода Vinculaspis из семейства щитовки (Diaspididae).

## Распространение
Южная Америка: Бразилия (Sao Paulo).

## Описание
Мелкие щитовки, форма тела самок округлая, выпуклая (длина 0,5 мм, ширина 0,32 мм), основная окраска чёрная. Питаются соками миртовых растений, например, таких как Eugenia (Myrtaceae). Вид был впервые описан в 1937 году энтомологом Х. С. Лепажем (Lepage, H. S.) как Costalimaspis cheloniformis Lepage, 1937.
Таксон Vinculaspis cheloniformis включён в состав рода Vinculaspis Ferris 1942 вместе с таксонами V. atibaiensis, V. inclusa, V. laniata, V. lepagei, V. mamillata, V. mendicula, V. montei, V. virgata.